# Inkrementell kostnadseffektivitetskvot
Den inkrementella kostnadseffektivitetskvoten (ICER) används i kostnadseffektivitetsanalyser för att beräkna en interventions kostnadseffektivitet. ICER:n definieras som skillnaden i kostnad mellan två möjliga interventioner, dividerat med skillnaden i deras effekt. ICER beräknas som:  
{\displaystyle ICER={\frac {(Kostnad_{A}-Kostnad_{B})}{(Effekt_{A}-Effekt_{B})}}},
där KostnadA och EffektA är kostnaden och effekten för interventionsgruppen och KostnadB och EffektB är kostnaden och effekten i kontrollgruppen. ICER:n anger alltså kostnaden för att uppnå ytterligare en effektenhet. I hälsoekonomiska utvärderingar används ofta kvalitetsjusterade levnadsår (QALYs) som relevant effektmått.    

## Användning som beslutsregel
Den nya metoden är kostnadseffektiv om det i samhället finns en betalningsvilja för effekten som är högre än vad det kostar att uppnå effekten med hjälp av den specifika metoden. I England och Wales använder sig NICE av ett tröskelvärde på 20 000–30 000 brittiska pund per kvalitetsjusterat levnadsår (cirka 225 000–335 000 svenska kronor) för att bestämma huruvida en metod anses kostnadseffektiv. I Sverige har det inte satts en exakt gräns för hur mycket en QALY får kosta för att uppfattas som kostnadseffektiv. Dock har Socialstyrelsen presenterat riktmärken i sina Nationella Riktlinjer för vad som uppfattas som en låg respektive hög kostnad per QALY. En låg kostnad per QALY definieras som under 100 000 kronor, en hög kostnad per QALY som över 500 000 kronor och en mycket hög kostnad per QALY som över 1 miljon kronor.